# Légi hadviselés

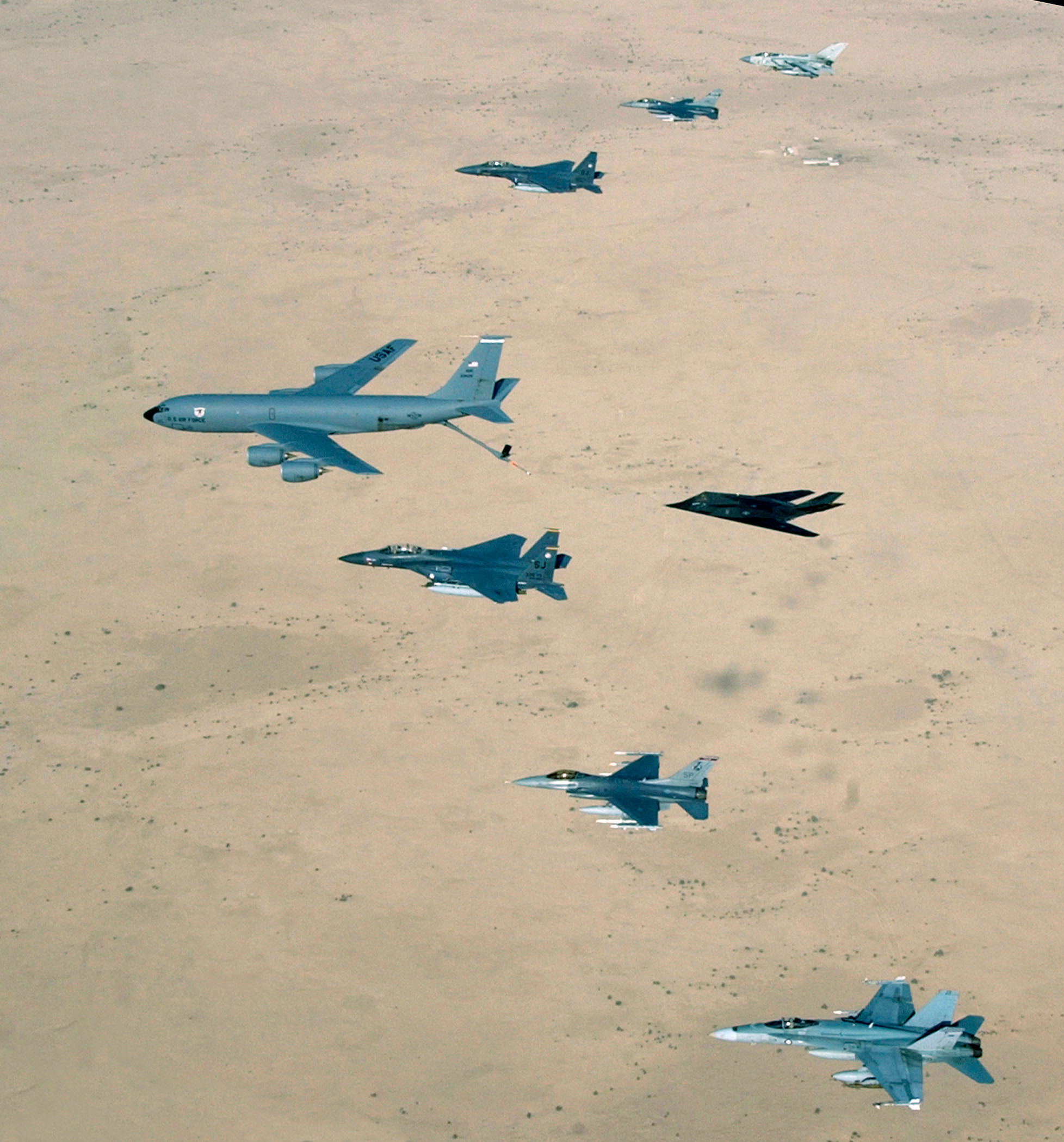
A légi hadviselésben felhasznált, különféle feladatok végrehajtására alkalmas repülőgépek:
- KC–135 Stratotanker – hadműveleti szintű légi utántöltés
- F-15E Strike Eagle – többcélú vadászbombázó, földi támogatás
- F–117 Nighthawk – harcászati bombázó
- F-16CJ Falcon – többcélú vadászbombázó, légifölény kivívása és földi támogatás
- F/A–18 Hornet – repülőgéphordozóra telepíthető többcélú vadászbombázó
- Tornado GR.4 – harcászati vadászbombázó

A légi hadviselés vagy légiháború (angolul aerial warfare) harci repülőgépek vagy más repülő eszközök (általánosabban megfogalmazva, a légtér katonai felhasználását megvalósító szervezetek) felhasználása a háborúban a politikai célok elérése érdekében. A légi hadviselés céljait tekintve lehet stratégiai (bombázás), taktikai (légifölény kivívása), a szárazföldi csapatok harcának támogatása az összhaderőnemi hadviselés keretein belül, szállítás vagy egyéb műveletek. A harci repülőgépek mellett a légi hadviselés céljait más eszközökkel is el lehet érni, napjainkban egyre nagyobb szerepet kapnak a pilóta nélküli repülőeszközök és az űrbe telepített eszközök is. Utóbbiak jelenleg túlnyomórészt felderítési célokat szolgálnak, de szerepüket már nem lehet figyelmen kívül hagyni a légi vagy éppen az összhaderőnemi hadviselés során.

## A légi hadviselés alapvető koncepciói
A légierő koncepciója a légi hadviselés végrehajtása, a légierő eszközeinek üzemeltetésére kialakított szervezet helyét, szerepét határozza meg a másik két fegyvernemmel (szárazföldi haderő és haditengerészet) kapcsolatban. A katonai repülés korai szakaszában már két alapvető koncepció alakult ki, amelyet egy harmadik követett a második világháború után.

### Az önálló légierő koncepciója
A légierő alkalmazásának első átfogó koncepciója szerint a légierőt olyan mértékben kell fejleszteni, hogy önállóan – a szárazföldi vagy haditengerészeti erők bevetése előtt vagy azoktól függetlenül – is képes legyen kikényszeríteni a győzelmet. A koncepció kidolgozása az olasz Douhet tábornok nevéhez fűződik, aki repülő erődök tömeges bevetését javasolta. Az elmélet szerint az önállóan működő légierő fő feladata a légifölény kivívása után stratégiai légitámadások végrehajtása az ellenség polgári lakossága, katonai célpontok, vagy mindkettő ellen. A légierő modern alkalmazására ma is ható koncepciót az akkori repülőgépek és fegyverzetek szintén képtelenség volt sikeresen alkalmazni, de ma is tartanak a légierő helyével, szerepével foglalkozó kutatások.

### Az együttműködő légierő koncepciója
Részben az első világháború tapasztalatai, részben a háborút követő költségvetési megszorítások miatt terjedt el az együttműködő légierő koncepciója. Ebben az elméleti modellben a légierő működését az összhaderőnemi parancsnokság és célok alá rendeli, ennek során a légierő feladata a politikai és katonai vezetés által kitűzött célok elérésnek támogatása. A légierő ekkor a szárazföldi csapatok alárendeltségében tevékenykedik, fő feladata a támadó csapatok közvetlen légi támogatása. Ezt a koncepciót alkalmazta a Luftwaffe és a Vörös Hadsereg légiereje (Voenno-Vozdushnye Sily, VVS) a második világháború alatt. Az amerikai légierő a második világháború során szintén az U.S. Army alárendeltségében működött.

### Szovjet légierő-koncepció a II. világháború után
A szovjet hadtudomány a fentiektől eltérő koncepciót dolgozott ki a második világháború után, amelynek alapja a támadó hadászat volt. Az önálló fegyvernemet alkotó hadászati rakétacsapatok képviselték a csapásmérő erőket, amelyek elsődleges feladata a stratégiai célpontok (elsősorban amerikai területen történő) megsemmisítése. A hagyományos légierő két részre választották szét: a honi légtérben végrehajtott védelmi jellegű feladatokra (ellenséges vadászok és bombázók megsemmisítése), illetve a NATO-val szemben jelentős fölényben lévő páncélozott és gépesített lövészcsapatok támadó jellegű hadműveleteinek támogatására, hadműveleti csapásmérések végrehajtására.

### A haderőnemnek alárendelt, organikus légierő
Az együttműködő légierő-koncepció sajátos megvalósítása elsősorban az Egyesült Államok haderejére jellemző, hogy az önálló légierő fenntartása mellett mind a szárazföldi hadsereg, mind a haditengerészet, mind a tengerészgyalogság rendelkezik saját repülőegységekkel, amelyek az adott fegyvernem hadműveleteinek támogatására specializálódtak, és ezért igen nagy hatékonysággal tudják támogatni az adott haderőnemet.

## A légi hadviselés elmélete
A légi hadviselés elsődleges célja, hogy hozzájáruljon egy háborút viselő ország vagy szövetség politikai céljainak eléréséhez. A légierő által végrehajtható cselekmények a politikai és katonai vezetés célkitűzéseinek elérését teszik lehetővé. És bár légierő természetéből fakadóan elsősorban a stratégiai, támadó célok eléréséhez járul hozzá, számos légierő-elméletet fogalmaztak meg annak a kérdésnek a megválaszolására, hogy pontosan miként lehet a légierő bevetéseit politikai téren realizálni.
A légi alkalmazásának elméleteit négy fő tényező alapján lehet vizsgálni:
- időzítés: a légi tevékenységek, légicsapások időzítésének, időbeli lefolyásának vizsgálata
- célok: a célpontok kiválasztásának rendje, a prioritások meghatározása
- a hatásmechanizmus: a célpontok elleni csapások milyen elsődleges és másodlagos hatásokkal járnak
- az elérendő (politikai) eredmény[11]

### Korai légi hadviselési elméletek
A korai – 1960 előtti – légierő-elméleteket alapvetően három csoportra lehet osztani aszerint, hogy a légierőt milyen célpontok ellen javasolták bevetni. Ezek alapján a légierő tevékenysége irányulhat az ellenséges lakosság megbüntetésére (punishment strategy), az ellenség hadviselő képességének csökkentésére vagy megszüntetésére (denial strategy) vagy az ellenséges politikai-katonai vezetés likvidálására (decapitation strategy).

#### Az ellenséges lakosság, mint stratégiai célpont
A lakosság ellen irányuló légi hadviselés egyben lélektani hadviselés is volt, célja a lakosság, a városok, az infrastruktúra olyan mértékű pusztítása (terrorbombázás), amely megtöri a hadviselő fél politikai akaratát, vagy pedig polgári elégedetlenséget, felkelést vált ki, amely végül kormányváltáshoz és a háborúhoz szükséges politikai akarat megszűnéséhez vezet. A légihadviselésnek ezt a formáját Giulio Douhet dolgozta ki elsőként. Douhet elmélete szerint egyetlen, mindent eldöntő légitámadás elpusztítja az ellenség hadi potenciálják, megtöri a lakosság háborús akaratát és kikényszeríti az ellenséges állam megadását hadserege vagy haditengerészete mozgósítása előtt.
Lord Hugh Trenchard, a Brit Királyi Légierő megalapítója és első parancsnoka azt a nézetet képviselte, hogy az ellenség hadviselő képességének csökkentésére a légi hadviselés csapásait részben a lakosság, részben pedig a katonai és nemzetgazdasági célpontok ellen kell irányítani. Az ipari és közlekedési infrastruktúra, a csapatok, az ellátó bázisok, a hadiipari termelés központjai elleni légitámadások a katonai potenciál csökkenését, az ún. hadműveleti bénítást eredményezik, ami majd hozzájárul az ellenség megadásához, amikor a lakosság elégedetlensége eléri csúcspontját. A Brit Királyi légierő 1928-ban kiadott első doktrínája is a lakossági központok elleni támadások hatékonyságát és fontosságát emelte ki, a haditengerészeti és szárazföldi erők közvetlen támadásával szemben.
William Billy Mitchell, az amerikai légierő megalapítója is a lakosság elleni légitámadásokat támogatta, nézetei szerint a nagy városokat, közlekedési csomópontokat és a lakosság ellátásában fontos szerepet játszó ellátóközpontokat kell támadni, hogy végül polgári elégedetlenség, felkelés döntse meg a politikai vezetést.

A brit Sir Arthur Bomber Harris szintén a nagyobb városok, mint stratégiai célpontok elleni támadásokat tartotta célravezetőnek, amelyek a lakosság megfélemlítésével, a harci morál aláásával értek volna el eredményeket.
A lakosság ellen irányuló légi hadviselés problémái:
- a tervezők által említett pszichológiai hatás sok esetben minimális, ideiglenes, múlékony, vagy akár még jobban a kormányzat mellé állíthatja a lakosságot
- az elérni kívánt célok tekintetében a légierő tevékenysége passzív, másodlagos, nem a politikai vezetésre gyakorol nyomást, hanem a lakosságon keresztül próbálja befolyásolni a politikai vezetést, ami nem mindig sikerül
- elképzelhető, hogy a vezetés (mint pl. Németország esetén is) közömbös a lakosság szenvedései iránt, illetve az állami apparátus meg tudja akadályozni a polgári elégedetlenség, a felkelés kitörését. Olykor a kormányzat még propagandacélra is fel tudja használni a bombatámadásokat.
- a polgári lakosság elleni támadások a genfi egyezmények előírásaival ellentétesek

#### A nemzetgazdaság, mint stratégiai célpont
A nemzetgazdaságot, mint a hadi potenciál elengedhetetlen elemét szem előtt tartó légi hadviselési elmélet kidolgozása Alexander P. de Seversky nevéhez fűződik, aki szerint az ipar (elsősorban a hadiipar) és az ipar működését lehetővé tévő infrastruktúra (elektromos hálózat, közlekedés, stb) ellen kell irányítani. A megfelelő alkalmazás mellett a légierő meg tudja bénítani az ipart (hadiipart), amely a belső blokádok miatt nem tudja megfelelően támogatni a hadsereget. Seversky szerint ez önmagában eredményezheti az uralmon lévő rendszer leváltását vagy behódolását.
Szintén a nemzetgazdaságot, mint elsődleges célpontot javasolták a második világháborút megelőző időszakban az amerikai „Légi Hadtest Harcászati Iskola” (Air Corps Tactical School, ACTS), a „Hadműveleti Elemzés Bizottsága” (Committee of Operations Analysis, COA), és a „Gazdasági Célok Egysége” (Economic Objective Units, EOA). Elméletük szerint a gazdaság neuralgikus pontjai (ACTS), ezek közül is elsősorban az üzemanyagellátási és -szállítási hálózatok (EOU), illetve a hadsereg hadműveleteihez közvetlenül szükséges termékeket előállító ipar (COA) a légierő elsődleges célpontja.
A nemzetgazdaság elleni légi hadviselés elsődleges problémája, hogy a frontra felvonuló katonai egységek harckészségét nem érinti, illetve nem sikerült igazolni a gazdaság működési zavarai, illetve a kormányzat népszerűtlensége közötti kapcsolatot. Stabil, jól működő gazdaság esetén ráadásul hosszú idő kell ahhoz, hogy a gazdaság problémái megmutatkozzanak.

#### A haderő és katonai objektumok, mint stratégia célpontok
A katonai objektumokat és a tábori hadsereg egységeit, mint a légi hadviselés elsődleges célpontjait hangsúlyozó elméletet Sir John Cotesworth Jack Slessor és a második világháborúra készülő Németország elméleti szakemberei egyszerre vizsgálták. Az elmélet szerint az ellenséges harcoló csapatok (élőerő és haditechnikai eszközök), a kiszolgáló csapatok, a raktárak, ellátó bázisok, közlekedési eszközök elleni sikeres támadások olyan mértékben tudják csökkenteni az ellenséges állam hadi potenciálját, ami önmagában elegendő az ellenség politikai akaratának megtöréséhez. A német Barbarossa hadművelet kezdeti tervezési alapelve (bár ebben a Luftwaffe alárendelt szerepet játszott) is hasonló volt: a Wehrmachtnak páncélos csapásaival kellett volna megtörni és felőrölni a Vörös Hadsereget és a német hadvezetés elképzelései szerint ez már elegendő lett volna a Szovjetunió legyőzéséhez.
A tisztán katonai célpontok elleni légi hadviselés is több problémát vetett fel, amelyet a második világháború alatt nem is sikerült megnyugtatóan tisztázni:
- a harcoló csapatok és katonai objektumok általában erős aktív (légvédelmi tüzérség, elfogóvadászok) és passzív (álcázás) légvédelemmel rendelkeznek, az ezek elleni támadások nagy kockázatokkal és általában nagy veszteségekkel járnak
- az egyes célpontok, mint pl. a tábori hadsereg egységei, a páncélozott alakulatok, szétszórva, nagy területen találhatók és általában mozgó célpontot nyújtanak. Semlegesítésük, megsemmisítésük ezért nehezebb, több bevetést igényel, ami csak növeli az első pontban említett kockázatokat.
- a lehetséges célpontok rendkívül nagy száma miatt nem vagy csak rendkívül nagy költséggel mindet egyszerre támadni, vagy hosszú ideig tart
- mint a Vörös Hadsereg példája mutatja, a katonai vereség nem feltétlenül hozza meg a kívánt politikai eredményeket

Slessor maga is elismerte, hogy 1936-ban közzétett elmélete nem minden esetben alkalmazható:

### Modern légi hadviselési elméletek
Bár a második világháború után közvetlenül nem születtek új elméletek a légi hadviselést illetően, az 1960-as években megkezdődött a légierő-elméletek felülvizsgálata a világháborús tapasztalatok figyelembe vételével. A modern elméletek ugyanazt a sémát követik, mint a korábbiak, vagyis a légierő bevetésének időzítésével, a célpontok kiválasztásával, a bevetések hatásaival és az elérni kívánt politikai célok megvalósulásának módjaival foglalkoznak.
Thomas Schelling, a Marylandi Egyetem professzora szintén a lakosságot tartotta a stratégiai légicsapások elsődleges célpontjának a közgazdaságtudományból átvett költség-hatékonyság elemzés alapján. Az elemzés során úgy találta, hogy a gazdaságos változatot a lakosság elleni támadások jelentik, amelyek képesek az ellenséges kormányzat (elsősorban a Szovjetunió) térdre kényszerítésére.

John Boyd egykori vadászpilóta a légierő célpontjait a katonai vezetési és irányítási (command and control) rendszerben látta, elmélete szerint a harctéri sikerek kényszerítik csak az ellenséget a háborús tervek felülvizsgálatára, a politikai követeléseknek való megfelelésre. Boyd a légitámadások időbelil lefolytatását illetően nem a folyamatosan fokozódó intenzitású légi hadműveleteket támogatta, hanem olyan intenzív légicsapásokat, amelyek rövid időn belül mentálisan és hadműveleti szinten is megbénítják az ellenséges haderőt. Boyd elméletében kulcsfontosságú szerepet kapott a légierő vezetési-irányítási rendszere, amely képes biztosítani a békeállapotból (vagy csak minimális harci tevékenységből) a légierő összes rendelkezésre álló eszközével végrehajtott intenzív támadások közötti átmenetet.
John Warden fogalmazta meg a hyperwar vagy parallel war elvét, amely szerint – az amerikai légierő számbeli és technológiai fölényére alapozva – az ellenségeket harcászati, hadműveleti és hadászati szinten kell „elárasztani”, azaz olyan ütemben kell támadni, hogy ne tudjon hatásos válaszlépéseket tenni. Warden elméletének sarkallatos pontja a célpontkiválasztás folyamata, amelyre megalkotta ötgyűrűs modelljét. A modell közepén a politikai-katonai vezetés helyezkedik el, ezt követik a gazdaság kulcsfontosságú területei, az infrastruktúra, a lakosság és végül, a gyűrűk szélén található a tábori hadsereg. Warden szerint a legbelső körökre mért csapás a tovagyűrűző hatások révén hamarabb biztosítja a győzelmet, mint tisztán a katonai célpontok elleni csapások: a politikai vezetés kiiktatása vagy az infrastruktúra nagyarányú rombolása hamarabb kényszeríti ki a hadműveleti bénultságot, mint a harcoló csapatok elleni támadások.

### Polgári célpontok vagy katonai célpontok?
A modern elméletek összegzésénél az egyik legfontosabb szempont, hogy a légi hadviselés ki ellen irányul: az ellenséget a polgári vezetésre és a lakosságra gyakorolt nyomással, esetleg fizikai ellehetetlenítéssel akarjuk térdre kényszeríteni, vagy inkább tisztán katonai célpontok elleni csapásokkal a hadviselő képességet csökkentjük? Warden elméletének hatására napjainkban uralkodó a „stratégiai bénítás” szemlélete, az ellenség vezetési-irányítási rendszereinek felőrölése a jellemző.
A wardeni elmélet egyik nagy hatású kritikusa Phillippe S. Meilinger, aki a 21. század politikai-gazdasági-technológiai realitásaiból kiindulva 10 állításban fogalmazta meg a légierő modern alkalmazásának alapelveit, a légi hadviselés modern filozófiáját:
- Aki a levegőt uralja, az uralja a felszínt
- A légierő természeténél fogva stratégiai haderőnem
- A légierő elsősorban támadó jellegű
- A légierő lényege a célpontkiválasztás, ami lényegében a hírszerzés, ami lényegében a légi műveletek hatásának elemzése (vagyis a légierő tevékenysége ciklikus)
- A légierő fizikai és mentális sokkot okoz az idődimenzió dominálásával (sok légicsapás egyszerre sok célpont ellen igen rövid idő alatt, az iraki háborúk shock and awe stratégiája)
- A légierő képes a háború minden szintjén egyidejű támadó műveleteket folytatni
- A precíziós fegyverek alkalmazása újraértelmezi a tömeges alkalmazást (mivel a rombolóerő olyan koncentrációját biztosítják, amit korábban csak több száz vagy több ezer tonna hagyományos bombával lehetett elérni)
- A légierő különleges tulajdonságai megkövetelik, hogy a repüléshez értő emberek[32] centralizáltan irányítsák
- A technológia és a légierő integrált, szinergisztikus kapcsolatban van egymással
- A légierőbe nem csak a katonai repülés, hanem a polgári repülés és a repülőgépipar is beletartozik

## A légi hadviselés formái

### Légi szembenállási műveletek
A légi szembenállási hadműveletek az ellenséges légierő ellen irányulnak, fő céljuk a légtér feletti ellenőrzés megvalósítása (air superiority), ezáltal kedvező feltételek teremtése a légierő és más haderőnemek számára a további hadműveletek végrehajtásához. A légi szembenállási műveletek közé tartoznak az ellenséges repülőgépek megsemmisítésén túl a harci repülőket közvetlenül kiszolgáló infrastruktúra (radarállomások, állandó és szükségrepülőterek, hangárok) elleni támadások is.
A légifölény kivívásának fontosságát a légierő első komolyan bevetési területén, az I. világháborús nyugati fronton felismerték. A kezdetben fegyvertelen vagy csak kézifegyverrel felszerelt, felderítő feladatokra bevetett repülőgépek hamarosan egymás ellen fordultak. Hugh Trenchard, a RAF első parancsnoka 1914 novemberében vette át a Royal Flying Corps egyik századának vezetését, és szinte azonnal síkra szállt a légi hadműveletek kiszélesítéséért. Véleménye szerint a briteknek a légi járőrözés és a felderítés végrehajtása mellett aktívan kell törekedni a légifölény kivívására.

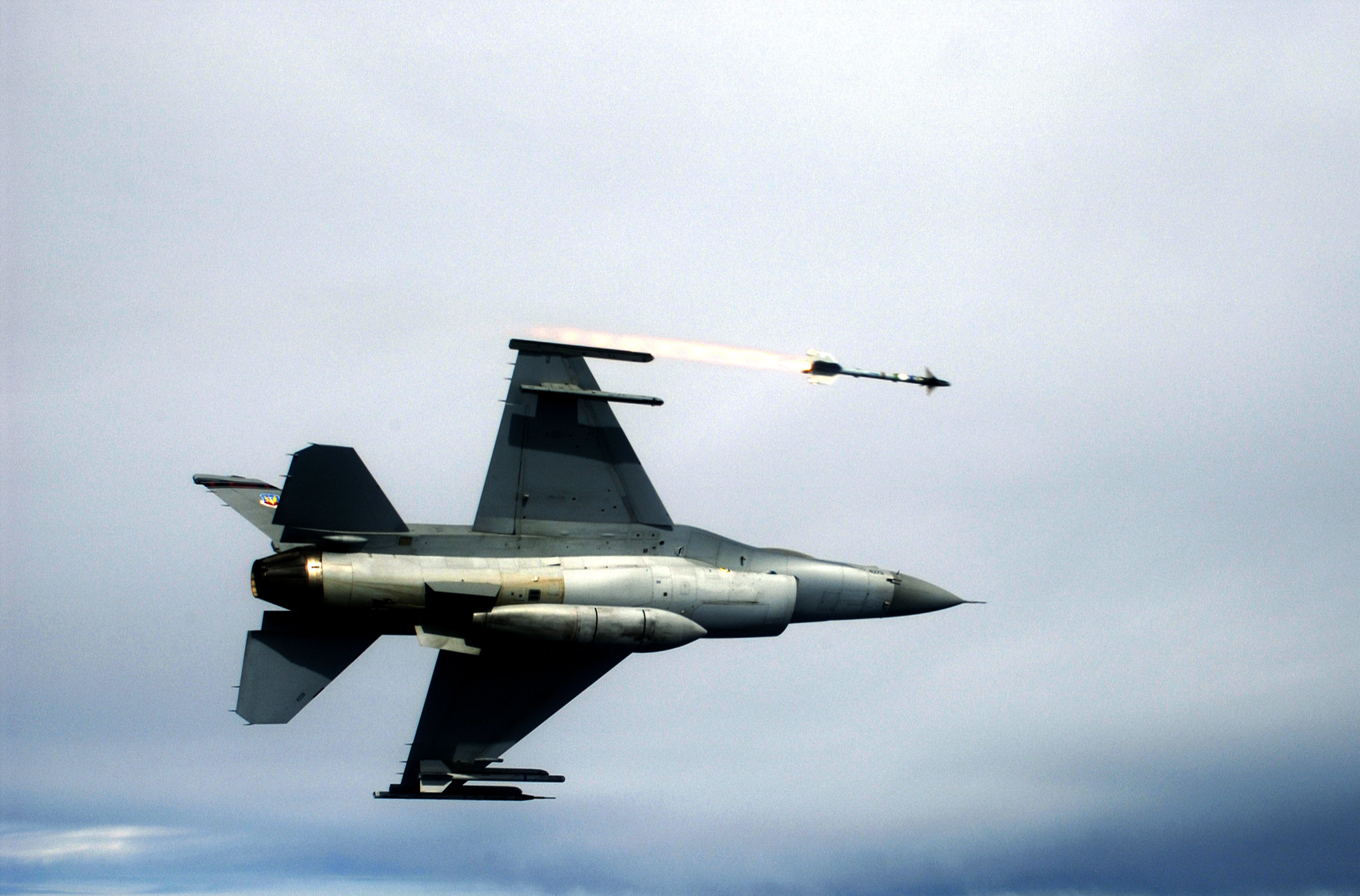
Az amerikai F–16 Fighting Falcon-t eredetileg könnyű elfogó vadásznak tervezték, feladata a légifölény kivívása és megtartása volt. A képen látható repülőgép éppen egy levegő-levegő rakétát indít.

Miután 1915-ben sikerült megoldani, hogy a fedélzeten elhelyezett fegyverzet ne rongálja a propellert (előbb a lapátok páncélozásával, majd a fedélzeti géppuska szinkronizálásával), hamarosan kialakultak a vadászgépek feladatai: a légi szembenállási műveletek során az ellenséges vadászgépek megsemmisítése, illetve az egyéb feladatot ellátó (bombázó, felderítő, szállító) repülőgépek kísérete.
1915-ben a szinkronizált géppuskával felszerelt német Fokker típusú vadászgépek nagy fölényben voltak a nyugati fronton, a brit repülők pedig nagy veszteségeket szenvedtek a németek elleni harcok során. Trenchard ekkor vezette be a később általánosan elterjedt, máig alkalmazott szabályt: a felderítő repülőgépeket legalább három vadászgépnek kell kísérni, illetve az összes repülőgépnek szoros kötelékben kell repülni, amely így nagyobb biztonságot nyújtott.
A légi szembenállási műveletek egyik klasszikus példája az 1940. nyarán vívott angliai csata, amikor a Luftwaffe megkísérelte megszerezni a légifölényt Anglia déli része felett, hogy később hatásosan tudja támogatni a német csapatok partraszállását. Trenchard újításai és szervezési ötletei jelentős mértékben hozzájárultak ahhoz, hogy a RAF vadászpilótái az egyre növekvő veszteségek ellenére is fel tudták venni a harcot a Luftwaffe-val. Az 1940 júliusában a RAF ellen indított támadásokat szeptemberben felváltották a London elleni bombatámadások, amiket a RAF vissza tudott verni és októberben már arra kényszerítette a német légierőt, hogy felhagyjon a nappali légitámadásokkal.
A modern katonai gondolkodásban a stratégiai légi uralom megszerzése kiemelkedő fontosságot kapott, mivel ha egy ország elveszti azt, lényegében ki van szolgáltatva a szemben álló fél könyörületének vagy kimerülésének. Ha egy ország elveszti a stratégiai légifölényt (vagyis még erői átcsoportosításával sem tudja azt visszaszerezni), akkor lényegében érdemes békét kérni, mivel a légifölény birtokában az ellenség szabadon támadhatja – legyen szó stratégiai bombázásról vagy a harcoló csapatok közvetlen légi támogatásáról.

### Stratégiai légi hadműveletek
A stratégiai légihadviselés (strategic air operations, strategic air warfare) vagy stratégiai bombázás (strategic bombing) célja, hogy az ellenség stratégiai fontosságú objektumait lerombolják vagy működésükben megzavarják, ezzel az ellenséges hadi potenciált aláássák és az ellenséget megfosszák a háború megkezdéséhez vagy folytatásához szükséges képességektől. A stratégiai légi hadviselés céljaiban és kivitelezésében különbözik a taktikai bombatámadásoktól, illetve a stratégiai bombázók más hadműveletekben való felhasználásától. Fő jellemzője az ellenség hadi potenciálját alkotó célpontok (gyárak, vasutak, olajfinomítók) elleni, hosszan tartó és nagyszabású támadások. Bizonyos esetekben egyes kiemelt célpontok elleni támadások is a stratégiai légi hadműveletek közé tartoznak, mint pl. a Ruhr-vidéki gátak elleni második világháborús támadás, vagy az épülő osiraki atomerőmű elleni izraeli légicsapás, az Opera hadművelet.
A stratégiai légi hadviselés, az ellenséges front mögötti terület és az ellenséges hátország elleni légitámadások első nagyszabású hadműveleteit szintén az első világháború során hajtották végre: a németek 1914. augusztus 30-án öt bombát dobta a párizsi Gare L'Est pályaudvarra. 1915. január 19-én német Zeppelinek hajtották végre az első támadás polgári célpontok ellen. A brit haditengerészeti repülőerők (Royal Navy Air Service, RNAS) ezzel szemben 1914 szeptemberétől a Zeppelinek hangárjait és a léghajókat előállító gyárakat kezdték támadni, 1915-től pedig német ipari célpontokat. 1918-ra a britek alkalmazták a folyamatos (round the clock) stratégiai bombázást Trier ellen: nappal könnyűbombázók, éjszaka nagyobb Handley Page Type O típusú bombázók támadták a várost.

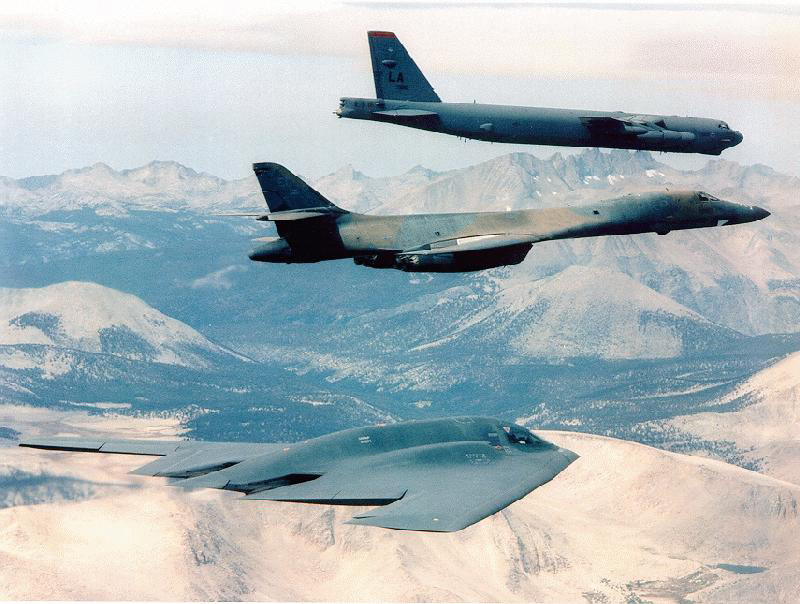
Az amerikai légierő (US Air Force) stratégiai bombázói: B–52 Stratofortress, B–1 Lancer és B–2 Spirit.

Trenchard, a Royal Flying Corps parancsnoka is a távolabbi német célpontok elleni támadásokat szorgalmazta. A korabeli katonai vezetés szkepticizmusa és a rendelkezésére álló repülőgépek hiányosságai (elégtelen hatótávolság és kicsi bombateher) ellenére 1918. nyarán jelentős hadműveletet szervezett, amelyben már alkalmazta a stratégiai légi hadműveletek alapelveit:
- a bombázásokat csak a légifölény kivívása után kezdte meg
- a célpontokat felváltva, véletlenszerűen támadta, hogy az ellenséges légvédelmet szétszórja
- a célpontokat nemcsak elsődleges, hanem másodlagos szempontok figyelembevételével választotta. Kedvencei a vasútállomások és a vasúti szerelvények, valamint a kohók voltak (előbbi megakadályozta a német csapatok mozgatását és utánpótlását, utóbbit éjszaka is észre lehetett venni és kiesésük megnehezítette a vasúti infrastruktúrában okozott károk helyreállítását), de támadták a német légierő repülőtereit és jelentős német városokat (Metz, Köln, Koblenz, Stuttgart) is.[39]

Trenchard a háború után is a stratégiai légi hadműveletek szószólója maradt, és sikeresen alkalmazta a brit gyarmatokon: Szomáliában és Irakban a lázadó helyi erők megfékezésére és megbüntetésére. A második világháború kitörése után, bár hivatalosan nem kapott parancsnoki pozíciót, továbbra is a Németország elleni szüntelen légi csapásokat támogatta.
A stratégiai légi hadműveletek tervezésének és végrehajtásának egyik, a második világháború után kifejlesztett elmélete, amely nagymértékben segítette a stratégiai légi hadműveletek célpontjainak meghatározását, a Warden által felvázolt ötgyűrűs modell, amely az ún. gravitációs pontokra (centers of gravity) épül. A rendszer gyűrűit (belülről kifelé haladva) a vezetés, a létfontosságú elemek, az infrastruktúra, a lakosság és a kiállított haderő alkotják. Az elmélet szerint az optimális stratégiai légi hadműveleteknek az öt gyűrűből annyit kell támadni, amennyit csak lehet, hogy az ellenséges államot megbénítsák (vagyis képtelenné tegyék további hadműveletek végzésére). A gyűrűk fontosságát a helyzetük szemléltette: a legbelül található vezetés (politikai és katonai irányítás) esetleges megsemmisítése hamarabb megbénítja az ellenséget, mint pl. a lakosság elleni támadások. A Warden-féle modell, bár számos kritika érte, széles körben felhasználható, erre példa az iszlám terroristák elleni küzdelem: az amerikai műveletek egyszerre irányulnak a vezetés (ld. Oszáma bin Láden halála), a létfontosságú elemek (fegyverembargó, az iszlamisták vagyonának lefoglalása), az infrastruktúra (kiképzőtáborok, iszlamista weboldalak, búvóhelyek), a népesség (az iszlám terroristákat támogató népesség bizalmának megnyerése) és a haderő (tényleges harcosok megsemmisítése) ellen, igen gyakran a modern stratégiai légierő elemeinek (cirkálórakéták, műholdak, pilóta nélküli repülőgépek) bevetésével.
A Warden által leírt modell alapján került sor az első öbölháború stratégiai légitámadásainak megtervezésére és kivitelezésére (Operation Instant Thunder). A szövetséges légierő egyszerre és széles körben támadta az iraki gravitációs központokat (kivéve a lakosság elleni nagyarányú támadásokat, amelyeket nemzetközi konvenciók tiltanak és a szövetség politikai vezetői elutasítottak, illetve az olajkitermeléshez kapcsolódó infrastruktúrát) és olyan gyorsan, olyan sok célponton olyan mértékű pusztítást vitt véghez, hogy a károk kijavítása lehetetlen volt. A későbbi szárazföldi támadás során egy megbénult, cselekvésképtelen iraki hadsereget találtak a szövetséges hadseregek, amely lényegében semmi ellenállást nem tudott kifejteni.

### Felszíni erők elleni légi műveletek

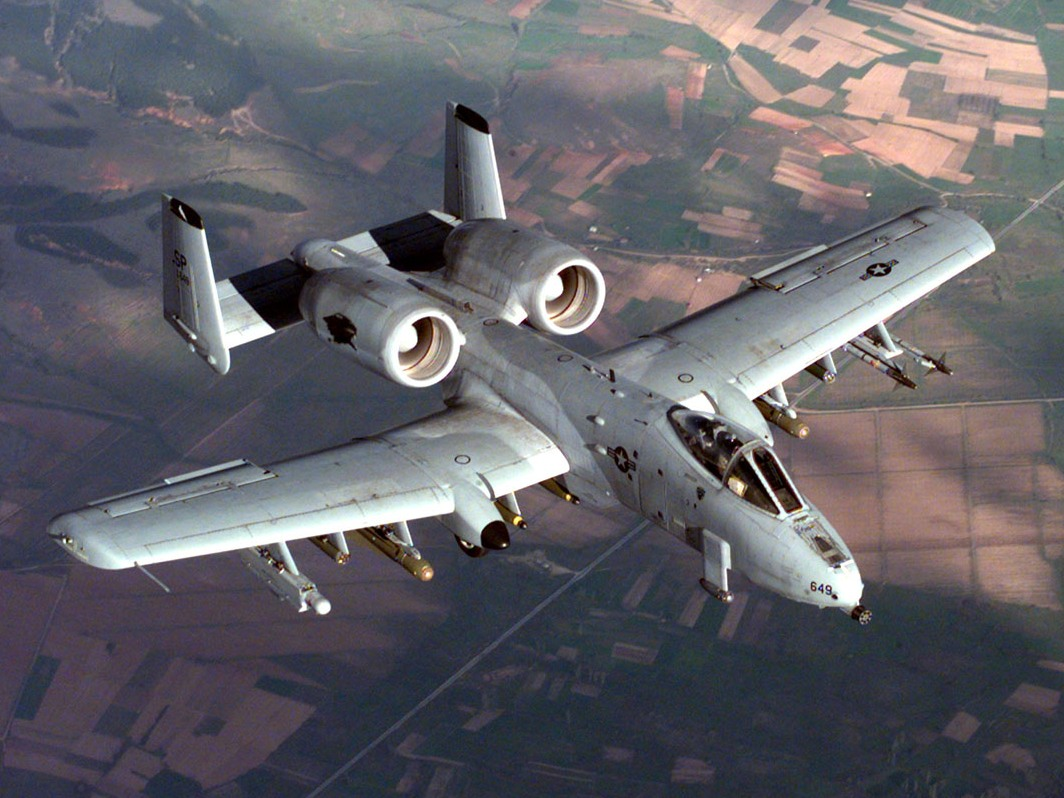
Kifejezetten a szárazföldi csapatok harcának támogatására, az ellenséges páncélozott járművek megsemmisítésére fejlesztették ki az A–10 Thunderbolt II típusú repülőgépet.

A felszíni erők elleni légi műveletek (air-to-surface operations, tactical air support, close air support, immediate air support) biztosítják, hogy az ellenség ne tudja egy meghatározott földrajzi térségben bevetni szárazföldi vagy tengeri erőit, azt ne tudja elfoglalni vagy megtartani. A felszíni erők elleni légi műveletekre a szárazföldi csapatok vagy a haditengerészeti erők hadműveletinek keretén belül, azok támogatására kerül sor. A felszíni légi hadműveletet a stratégiai légi csapásoktól a célpontok kiválasztása különbözteti meg: a stratégiai légi támadás célpontjait rendszerszemlélet alapján választják ki, míg a felszíni erők elleni légi műveletek célpontjai azok az ellenséges erők vagy létesítmények, amelyeket a szárazföldi vagy tengerészeti parancsnokok a harcászati tervezés vagy éppen a hadműveletek irányítása idején fontosnak tartanak: a harcban közvetlenül részt vevő, tartalékban lévő vagy előrevonuló ellenséges egységek, parancsnoki vagy tüzérségi állások, raktárak, a csapatok mozgását lehetővé tévő közlekedési csomópontok stb.
A felszíni szárazföldi erők elleni műveleteket három nagyobb kategóriába lehet sorolni:
- A lefogó légitámadások (air interdiction) célja az ellenséges felszíni erők megsemmisítése, megzavarása vagy késleltetése, mielőtt azok a saját erőkkel kapcsolatba kerülnek vagy más módon elérik céljaikat. A lefogó légitámadásokat a saját szárazföldi csapatok érdekében, de azoktól távolabb végzik, ezért ezeket nem is kell szorosan integrálni a hadműveleti tervben. A lefogó légitámadások legjobb példája a frontvonalra előrevonuló vagy a hadszínterek között átcsoportosított harckocsioszlopok ellen végrehajtott légicsapás, az ellenség felvonulási útvonalainak megsemmisítése.
- A légi harctámogatás (combat air support) vagy közeltámogatás (close air support) a merevszárnyú repülőgépek vagy helikopterek támadása az ellenséges erők ellen, amely már harcban állnak a saját erőkkel. A légi harctámogatás támadó és védelmi hadműveletek során is jelentős tényező, amely nagymértékben meg tudja növelni a harctéri parancsnokok rendelkezésére álló tűzerőt. A légi harctámogatás célja bármely napszakban vagy időjárási viszonyok között az ellenség megsemmisítése, megállítása, semlegesítése vagy késleltetése. A légi harctámogatási hadműveleteket, a saját egységek védelmében, mindig szorosan integrálni kell a felszíni erők hadműveleti terveivel. A légi harctámogatás legjobb példáit az iraki és az afganisztáni háború nyújtja, ahol a felkelőkkel harcban álló amerikai és szövetséges alegységek igen gyakran vannak ráutalva a légierő harci repülőgépei és helikopterei által az iraki lázadók vagy a Talibán egységei ellen véghez vitt bombatámadásokra. Amikor 2009-ben az afganisztáni amerikai erők új parancsnoka szigorú feltételeket szabott a légi harctámogatási csapások igénybevételére (a polgári áldozatok magas száma miatt), ugrásszerűen megnőttek az amerikai csapatok veszteségei. Becslések szerint 500 – 600 ezer szövetséges katonára lenne szükség Afganisztánban, hogy légitámogatás nélkül felvegye a harcot a Talibánnal. Jelenleg ezt a feladatot 40 000 fő képes végrehajtani.
- A levegőből végrehajtott pszichológiai hadviselés (air operations for psychological effect) a légifölénnyel együtt járó pszichológiai hatások maximális kihasználására helyezi a hangsúlyt. Az ellenség fizikai megsemmisítésén túl a harci repülőgépek, helikopterek vagy akár a pilóta nélküli robotrepülőgépek puszta jelenléte is nagy hatással lehet az ellenség moráljára, hadműveleti-harcászati tervezésére, helyváltoztató képességére. Az amerikai A–10 Thunderbolt II típusú repülőgép puszta megpillantása is félelmet váltott ki az iraki csapatokban, annyira hatásosnak bizonyult az iraki hadsereg páncélos alakulatai és más járművei ellen. Afganisztánban a széles körben alkalmazott pilóta nélküli robotrepülőgépek a föld alá kényszerítették a Talibán parancsnokságát és erőit, jelenlétük állandó fenyegetést jelent a felkelők számára, amelyet nem hagyhatnak figyelmen kívül.

A felszíni erők elleni műveletek sajátos csoportját alkotják a haditengerészeti erők elleni műveletek, amelyeket szintén három nagy csoportba lehet sorolni:
- felszíni hadihajók elleni műveletek (anti-surface warfare)
- tengeralattjárók elleni műveletek (anti-submarine warfare)
- aknatelepítési műveletek (aerial mining)

### Légi szállítási műveletek

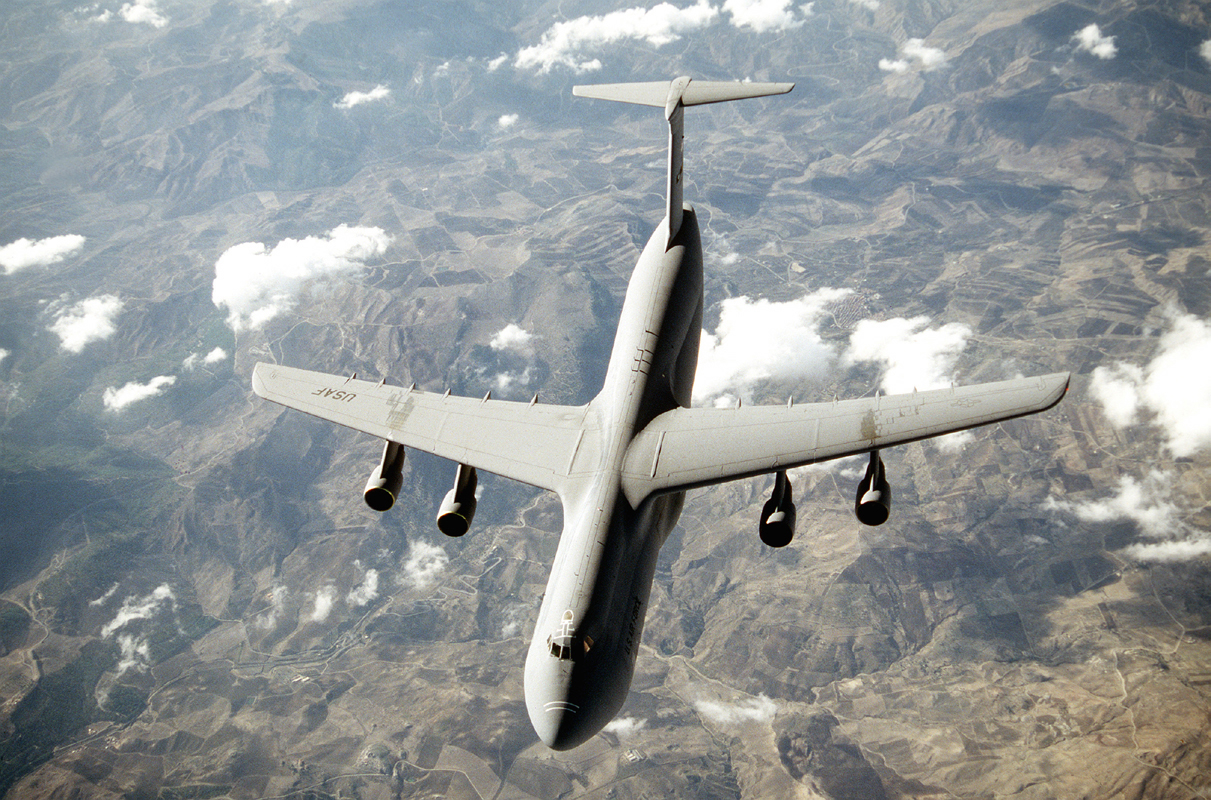
Az Egyesült Államok légierejének C-5 Galaxy típusú nehéz szállító repülőgépe

A légi szállítási műveletekhez (air movement vagy air transport operations) tartoznak a személyi állomány és az anyagi eszközök (air supply) légi úton történő szállítása a hadszíntéren belül (tactical air transport) vagy a hadszínterek között (strategic air transport). A légi szállítási műveleteket a szárazföldi, tengeri vagy éppen a légi hadműveletek támogatása érdekében hajtják végre. A légi szállítási műveletek igen fontosak az előretolt vagy az ellenség által körbezárt csapatok ellátása, a hadszíntéren belüli csapatmozgások biztosítása, elsősorban nehezen járható – hegyes, mocsaras – terepen.
A légi szállítási műveletek első nagyszabású alkalmazására a második világháború során került sor. 1941. május 20-án a Merkur hadművelet keretén belül a német Luftwaffe több ezer ejtőernyőst dobott le Kréta szigetén, majd a későbbiekben légi úton további csapatokat szállítottak a szigetre. A keleti fronton 1942-43 fordulóján a sztálingrádi csata során a Luftwaffe megkísérelte légi úton ellátni a szovjet csapatok által körbezárt 6. német hadsereget, azonban – a légifölény hiánya és az elégtelen szállítókapacitások miatt – ez nem sikerült. 1944 júniusában a szövetségesek szintén nagy számú ejtőernyőst dobtak le Normandiában, akik a partraszállást készítették elő, illetve a Market Garden hadművelet keretében Hollandia nyugati részének elfoglalása céljából 35000 katonát dobtak le a német vonalak mögé.
A vietnámi háború során alkalmazott először az amerikai hadsereg helikoptereket a hadszíntéren belül csapatszállításra (a helikoptereket eredetileg betegszállításra, a sebesültek kimentésére alkalmazták). A helikopterek széles körű alkalmazását követte az ún. légimozgékonyságú (air mobile vagy airborne) katonai egységek felállítása, amely a harcoló csapatok korábban elképzelhetetlen mobilitásához vezettek a nehéz terepen is. A teherszállításra használt (CH–47 Chinook és a CH–54 Skycrane típusú) helikopterek segítségével pedig harcjárműveket, páncélozott szállítójárműveket, teherautókat, ágyúkat, földmunkagépeket voltak képesek távoli, félreeső vidékekre szállítani. Ennek köszönhetően egy-egy tüzérségi támogatóbázis kiépítése rendkívül rövid időt vett igénybe.
A nem harcászati célú légiszállítási műveletekre jó példa az 1948-ban indított berlini légihíd, amelynek segítségével a szovjet blokád alatt álló Nyugat-Berlin lakosságát majdnem egy éven keresztül tudták ellátni a szövetséges hatalmak.

#### Légi utántöltés

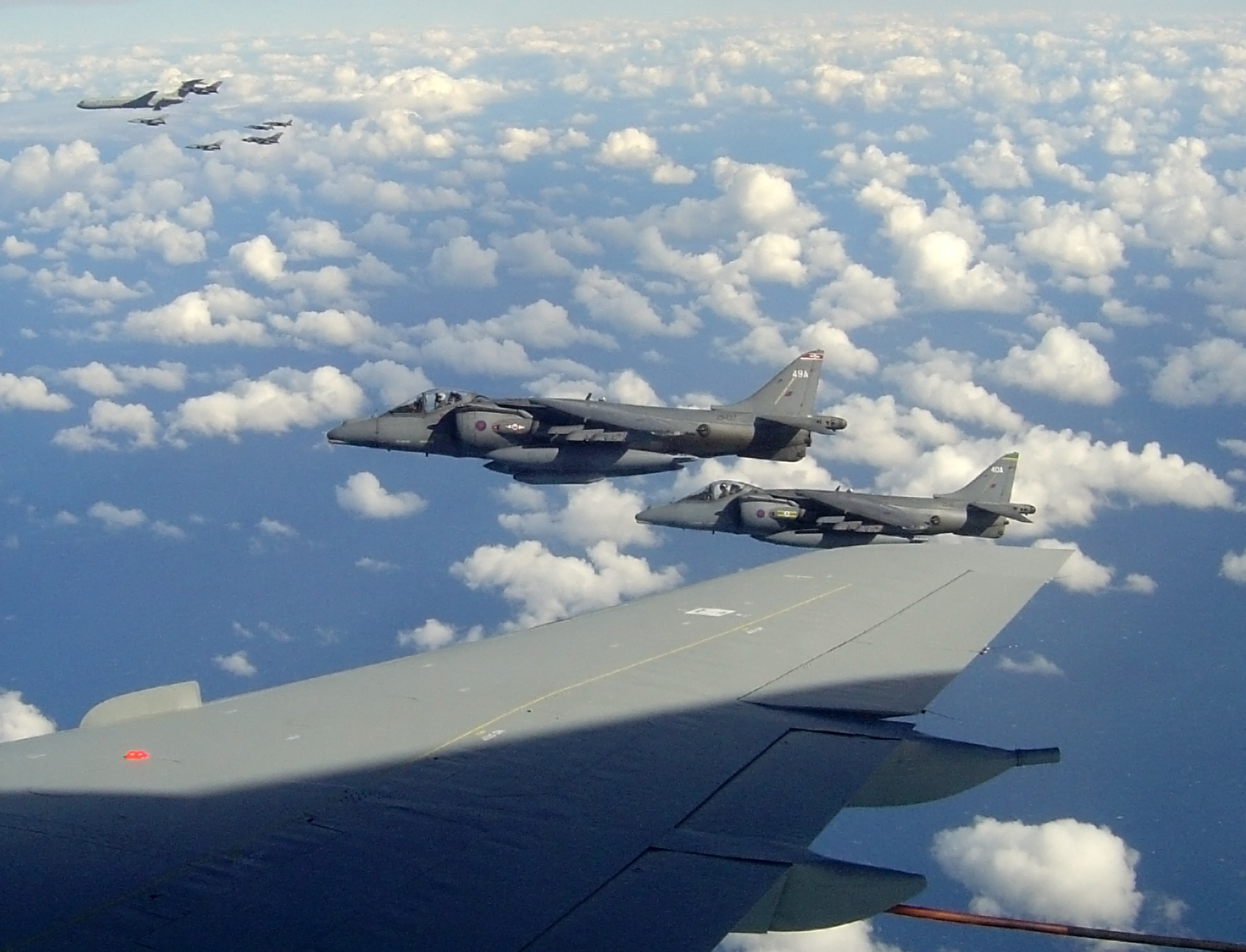
Csoportos légi utántöltési gyakorlat az Északi-tenger felett

A légi utántöltés a repülőgép feltöltése tüzelőanyaggal repülés közben, a légi szállítási műveletek egy speciális típusa. A légi utántöltés célja a harci repülőgépek légtérben való tartózkodási idejének és hasznos terhelhetőségének növelése. A légi utántöltő műveletek növelik a bevetési rugalmasságot és a harci lehetőségeket, lehetővé teszik a nagy távolságú bevetéseket, a légteret ellenőrző repülőgépek őrjárati idejének meghosszabbítását.

### Egyéb műveletek

#### Felderítés-megfigyelés
A légtérmegfigyelő és -felderítő hadműveletek (air reconnaissance)során a földi, légi vagy világűrben telepített érzékelő eszközöktől információkat gyűjtenek be és elemeznek az ellenség (vagy potenciális ellenség) tevékenységére, erőire és erőforrásaira vonatkozóan. A felderítés lehet a légierő hadműveleti céljainak, vagy pedig gyakrabban az összhaderőnemi hadműveleti céloknak alárendelve. Utóbbi esetben a szövetséges csapatoknál állomásozik egy „földi összekötő tiszt”, akit a légierő felderítési adatainak értelmezésére és a légierő csapásainak irányítására képeztek ki.

#### Kutató-mentő műveletek
A kutató/mentő műveleteket a kényszerleszállást végrehajtott vagy lelőtt repülőgépek személyzetének felkutatása és mentése érdekében hajtják végre. A kutató/mentő műveletek jelentős mértékben járulnak hozzá a légierő harckészségének és a pilóták harci moráljának növeléséhez.

#### Nem háborús katonai műveletek
A légierő bevetése, bár nem szoros értelemben vett légi hadviselés, háborús helyzeten kívül is támogatja egy adott ország vagy szövetségi rendszer politikai céljainak elérését. A nem háborús bevetésekre békében, válsághelyzetben vagy egy katonai konfliktus után kerülhet sor.

##### Légi hadműveletek békében
A békeidőben végrehajtott légi hadműveletek egyik alapvető esete a humanitárius segítségnyújtás, azaz a légiszállítási műveletek végrehajtása segítségnyújtás céljából: élelmiszersegély, gyógyszerek, kutató-mentő csapatok, tábori kórházak szállítása, sebesültek és menekültek kimentése. Ezekre általában nagy természeti katasztrófák után kerül sor, amikor a szárazföldi szállítóeszközök nem vehetők igénybe, az egyik legjobb példa a 2010-es haiti földrengés.
A békeidőben végrehajtott felderítési műveletek egyik formája a fegyverzetkorlátozási egyezmények betartásának ellenőrzése, amikor mindkét fél földi, légi és világűrben telepített eszközei segítségével ellenőrzi, hogy a másik fél betartja az általa vállalt kötelezettségeket.

##### Légi hadműveletek válsághelyzetben
Válsághelyzetben a légierő feladata a válság további eszkalálódásának megakadályozása, illetve a fegyveres konfliktusra való felkészülés. Ebben a helyzetben a légierő a következő műveleteket hajtja végre:
- polgári személyek kimentése a válságövezetből
- felderítési adatok gyűjtése
- erő demonstrálása
- megelőzős csapások végrehajtása
- bizonyos földrajzi térségek lezárása, felügyelete

##### Légi hadműveletek fegyveres konfliktus után
A konfliktus utáni műveletek lényegében megegyeznek a válsághelyzetben végrehajtott műveletekkel, de ebben az esetben a béketeremtő, béketámogató vagy békefenntartó erőknek alárendelve, tevékenységüket támogatva.

### A légi hadviselés új paradigmája – a hatásalapú hadműveletek
A hatásalapú légi hadműveletek (Effects-based operations) koncepciója az 1991-es öbölháború során bukkant fel először az Egyesült Államok haderejében. A koncepció megjelenését a harcászati és fegyverzeti vívmányok tették lehetővé, amelyeket először az öbölháborúban használtak fel széles körben. A hatásalapú légi hadműveletek koncepcióját befolyásolta a Warden-féle ötgyűrűs modell is. A hatásalapú légi hadműveletek koncepciója még nem kiforrott és nem állnak rendelkezésre olyan eszközök, amelyek az ilyen hadműveletek tervezését és kivitelezését tényekkel, megalapozott döntési alternatívákkal támogatják. A koncepciót kutató szervezetek a definíción és annak gyakorlati megvalósításán sem értenek mindig egyet.
A hatásalapú légi hadviselés lényege, hogy a légicsapások tervezésekor figyelembe veszik az egyes célpontok közötti összefüggéseket, függőségeket és ezek, valamint a hadműveletek alapvető célkitűzéseinek figyelembe vételével választják ki a célpontokat. A hatásalapú hadműveletek a precíziós fegyverekre helyezik a hangsúlyt és az ellenség képességeit rendszerszemléletben, a Warden-modell alapján vizsgálják. Az ellenség előerőinek, haditechnikai eszközeinek, épületeinek fizikai megsemmisítése helyett a hatásalapú hadműveletek tervezése egy adott stratégia cél kitűzésével – az ellenséges erők paralizálása, harcbaszállásuk megakadályozása – kezdődik.
Ezt követően megvizsgálják, hogy ezt a célt milyen eszközökkel lehet a leghatékonyabban elérni, esetenként a pszichológiai hadviselés, elektronikus hadviselés, a logisztikai lánc megszakítása vagy éppen az ellenséges polgári-katonai vezetés elleni csapások hamarabb és kevesebb áldozattal hoznak eredményt, mint a frontra felvonult egységek elleni közvetlen légicsapások.
Allen Batschelet dandártábornok, a 2002-es "Hatásalapú hadműveletek: új hadműveleti modell?" c. tanulmány (Effects-based operations: A New Operational Model?) szerzője hét pontban foglalta össze a hatásalapú légi hadműveletek jellemzőit:
1. Hangsúly a döntési hatékonyságon
2. Felhasználhatóság békében és háborúban
3. A másodlagos, közvetett hatások figyelembevétele
4. Az ellenség rendszereinek megértése (ld. Warden)
5. Képesség a hadművelet adaptálásra
6. A nemzeti erőforrások teljes körű felhasználása
7. A döntéshozatali folyamat során az alapszabályok és feltételezések igazítása a valósághoz

## Fordítás
- Ez a szócikk részben vagy egészben  az   Aerial warfare című angol Wikipédia-szócikk ezen változatának fordításán alapul.  Az eredeti cikk szerkesztőit annak laptörténete sorolja fel. Ez a jelzés csupán a megfogalmazás eredetét és a szerzői jogokat jelzi, nem szolgál a cikkben szereplő információk forrásmegjelöléseként.

## Forrásjegyzék
- ↑ KrajncZ:  Dr. habil. Krajnc Zoltán mk. alezredes: A légi hadviselés alapkérdései. Zrínyi Miklós Nemzetvédelmi Egyetem. [2021. október 28-i dátummal az eredetiből archiválva]. (Hozzáférés: 2020. január 6.)
- ↑ Krajnc1:  Dr. habil. Krajnc Zoltán mk. alezredes: Légierő hadművelet-elmélet 1. előadás. Zrínyi Miklós Nemzetvédelmi Egyetem. [2022. március 9-i dátummal az eredetiből archiválva]. (Hozzáférés: 2011. július 6.)
- ↑ CAS-AP3000:  BRITISH AIR AND SPACE POWER DOCTRINE - AP 3000 FOURTH EDITION. Air Staff, Ministry Of Defence, United Kingdom. [2012. december 3-i dátummal az eredetiből archiválva]. (Hozzáférés: 2011. július 1.)
- ↑ NATO:  NATO glossary of terms and definitions. Észak-atlanti Szerződés Szervezete. [2010. május 9-i dátummal az eredetiből archiválva]. (Hozzáférés: 2011. június 30.)
- ↑ Warden:  Col John A. Warden III, USAF (1995. September). „Air Theory for the Twenty-first Century”. Battlefield of the Future - 21st Century Warfare Issues, Chapter 4.. o. [2011. július 4-i dátummal az eredetiből archiválva]. (Hozzáférés: 2011. június 30.)
- ↑ Grant:  Grant, Rebecca (2004. February). „Trenchard at the Creation”. Air Force Magazine 87 (2), 77. o, Kiadó: Air Force Association. (Hozzáférés: 2011. június 30.)
- ↑ Pape:  Robert A. Pape: Competing Theories of Airpower: a Language for Analysis,. [2011. július 3-i dátummal az eredetiből archiválva]. (Hozzáférés: 2011. június 29.)
- ↑ APR12:  Finn, Gp Cptn Christopher (2009. April). „British Thinking on Air Power - the evolution of AP3000” (pdf). Air Power Review 12 (1), 56-66. o. [2011. július 25-i dátummal az eredetiből archiválva]. (Hozzáférés: 2011. július 7.)
- ↑ Mitchell:  William Mitchell. Our air force, the keystone of national defense. New York, E. P. Dutton & company (1921). Hozzáférés ideje: 2011. július 7.
- Col. (ret.) Phillip Meilinger. Airwar: Essays on its Theory and Practice (Studies in Air Power). Routledge (2003). ISBN 0714682667
- STRATEGIC EFFECT OF AIR POWER. www.raf.mod.uk. [2009. augusztus 25-i dátummal az eredetiből archiválva]. (Hozzáférés: 2011. június 29.)
- Légierő hadművelet-elmélet. Zrínyi Miklós Nemzetvédelmi Egyetem, Kossuth Lajos Hadtudományi Kar, ÖsszhaderőnemiMűveleti Intézet, Légierő Műveleti Tanszék. [2016. szeptember 21-i dátummal az eredetiből archiválva]. (Hozzáférés: 2011. június 30.)
- Air University. U.S. Air Force. [2011. július 3-i dátummal az eredetiből archiválva]. (Hozzáférés: 2011. június 30.)